# Euspondylus simonsii
Euspondylus simonsii — вид ящірок родини гімнофтальмових (Gymnophthalmidae). Мешкає в Еквадорі і Перу. Вид названий на честь американського колекціонера Перрі О. Сімонса.

## Поширення і екологія
Euspondylus simonsii мешкають в Андах на території Еквадору і Перу. Вони живуть в гірських тропічних лісах. Зустрічаються на висоті від 1250 до 1560 м над рівнем моря.